# Lavigera coronata
Lavigera coronata es una especie de molusco gasterópodo de la familia Thiaridae en el orden de los Mesogastropoda.

## Distribución geográfica
Se encuentra en República Democrática del Congo y Tanzania.

## Estado de conservación
Se encuentra amenazada de extinción por la pérdida de su hábitat natural.